# فرودگاه ایول تین
فرودگاه ایول تین (به انگلیسی: Iul'tin Airport) یک فرودگاه همگانی است که یک باند فرود بتن دارد و طول باند آن ۱۶۵۰ متر است. این فرودگاه در شهر ایول‌تین و در کشور روسیه قرار دارد و در ارتفاع ۳۰ متری از سطح دریا واقع شده‌است.